# Polygala brachyphylla
Polygala brachyphylla är en jungfrulinsväxtart som beskrevs av Chod.. Polygala brachyphylla ingår i släktet jungfrulinssläktet, och familjen jungfrulinsväxter. Inga underarter finns listade i Catalogue of Life.